# نووتیریشکینو
نووتیریشکینو (به لاتین: Novotyryshkino) یک منطقهٔ مسکونی در روسیه است که در سرزمین آلتای واقع شده‌است.